# 阿波羅 (DC漫畫)
阿波羅（英語：Apollo）是一名Wildstorm漫畫旗下的虛構超級英雄，後來納入DC漫畫旗下。該角最初登場於《風暴守衛》第二卷#4（1998年2月），由華倫·艾利斯和布萊恩·希奇創作。除了漫畫《風暴守衛》外，阿波羅較著名的是《權力戰隊》中的主要角色之一，角色原型取自DC的超人。
雖然比漫威漫畫的北極星晚了數年，但阿波羅仍被認為是印刷品中最早出櫃的同性戀超級英雄之一。在故事中，他與同為權力戰隊的伴侶午夜戰士結婚並領養了珍妮·昆騰。阿波羅與午夜戰士也一同登場於由六期話數所組成的DC宇宙：重生迷你系列《午夜戰士與阿波羅》中。

## 外部連結
- The Apollo action figure
- Apollo character writeup
- The Authority team member listings
- Reaction to the "Nativity" storyline （页面存档备份，存于）
- Interview with Mark Millar on the Apollo rape scene （页面存档备份，存于）